# Puzzle (serie televisiva)
Puzzle (conosciuto anche come Enigma) è in origine un romanzo di successo del 2004 scritto da Yusuke Yamada da cui è stato tratto una miniserie televisiva nel 2007 in 4 puntate da 25 minuti ciascuna. Ne è stata creata inoltre una versione a fumetti nel 2009.
Da non confondere con l'omonimo dorama primaverile in 10 puntate del 2008 e sempre con Yūsuke Yamamoto tra i protagonisti dal titolo Puzzle 2.

## Trama
Un gruppo armato apparentemente terroristico irrompe e prende il controllo di un edificio adibito ad istituto scolastico d'élite: i ragazzi della scuola sono costretti a cercare i duemila pezzi di un puzzle celati all'interno delle aule se non vogliono incorrere in conseguenze disastrose, il tutto entro brevissimo tempo.

## Protagonisti 1ª serie
- Kotaro Yanagi - Shigeru
- Yuichi Nakamura (attore) - Otaka
- Marino Takahashi (高橋まりの) - Nagano
- Ren Mori - Kensuke
- Yūsuke Yamamoto - Ryuichi
- Katsura Asami - Azusa
- Shingo Nakagawa - Kentaro
- Masaya Nakamura - Tetsuya
- Nanako Shida (志田菜々子) - Keiko
- Takuma Tanaka (田中琢磨) - Daisuke
- Asuka Kataoka (片岡明日香) - Hiroshi
- Reki Amada -
- Masato Konno (今野雅人)
- Shoji Narita (成田昌児)

### Episodi
1. Vittima
2. Suicidio
3. Tradirore
4. Cospiratori